# クルト朝

クルト朝

クルト朝の支配領域

クルト朝（Kurt dynasty）は、13世紀から14世紀にかけてイラン東部のホラーサーン地方を支配した、タジク人のスンナ派イスラム教徒の王朝。首都はホラーサーン地方の都市ヘラート。カルト朝（Kart dynasty）とも表記されるが、いずれの表記が正確なのかは定説が無く、王朝の名前の由来となった「クルト」の意味も明確になっていない。
クルト朝の王家は元々はゴール朝のスルターン・ギヤースッディーン・ムハンマドの封臣であり、ゴール朝の王室とつながりを持っていた。
13世紀半ばに、クルト朝はモンゴル帝国に臣従を誓う。モンゴル帝国の王族フレグが建国したイルハン国が成立した後はその臣従国としてアフガニスタンに相当する地域を支配し、クルト家はフレグ一門と婚姻関係を結んだ。1335年にイルハン国が無政府状態に陥った後、クルト朝の君主ムイズッディーン・フセインは王朝の勢力の拡大に努めた。クルト朝の統治下でモンゴル帝国の破壊によって荒廃したホラーサーン地方が復興されるとともに同地のイラン文化が維持されたが、1381年にティムール朝の攻撃によって王朝は滅亡した。

## 歴史

### ゴール朝時代
クルト朝の王統はゴール朝の貴族シャンサバーニー家に連なる。クルト家をセルジューク朝のスルターン・マリク・シャーの末裔とする説も存在する。
王朝の祖であるタージュッディーン・オスマーン・マルガーニーは、ギヤースッディーン・ムハンマドの宰相イズッディーン・オマル・マルガーニーの弟にあたる。タージュッディーンは、兄からヘラートの東に位置するハイサル城を領地として与えられた。
タージュッディーンの死後、彼の子であるルクンッディーン・アブー・バクルが跡を継いだ。ルクンッディーンはモンゴル帝国がゴール地方に侵入した際にいちはやくチンギス・カンに臣従を誓った。
ルクンッディーンはギヤースッディーン・ムハンマドの王女と結婚し、1245年に2人の子であるシャムスッディーン・ムハンマドが父の跡を継ぐ。シャムスッディーンはマリク（Malik、「王」の意）の称号を名乗った。

### モンゴル帝国の封臣時代
1246年にシャムスッディーンはモンゴル帝国の将軍サリ・ノヤンが指揮するインド遠征に参加し、1247年/48年にムルターンでスーフィーの聖者バハーウッディーン・ザカリーヤーと対面した。1248年のモンゴル帝国第3代皇帝グユクの死後、シャムスッディーンはトゥルイの長子モンケの即位を支持し、オゴデイ家を支持する党派と戦った。1251年にシャムスッディーンはモンケ・カアンの即位式に出席し、ヘラートとアフガニスタンに相当する範囲の地域の支配を認められる。1253年ごろ、シャムスッディーンは任地のヘラートに入城した。
モンケの弟フレグが西征を実施した時、1255年にシャムスッディーンはサマルカンドのフレグに謁見し、遠征の協力を約束した。1256年から1257年にかけて、イラクに向かったフレグの本隊とは別に、シャムスッディーンはアフガニスタンからインダス川沿岸部にかけての地域で軍事活動を展開する。クルト朝の遠征は同時期にサリ・ノヤンが行ったインド侵入に呼応したものと考えられており、フレグの本隊が攻撃の対象としていたアラムートのニザール派の暗殺教団、アッバース朝とインドの連絡を絶つことができた。

### イルハン国への従属
1263年から1264年にかけて、シャムスッディーンはスィースターンを征服し、西アジアでイルハン朝を創始したフレグの元に出頭する。1266年にクルト朝の軍隊はフレグの跡を継いだアバカ・ハンの軍事遠征に従軍し、コーカサス地方のデルベントとバクーでジョチ・ウルスのベルケ・ハンと交戦した。
1270年にイルハン国に進軍するチャガタイ・ウルスのバラクの使者がヘラートを訪れた時、シャムスッディーンはバラクへの協力を約束し、アバカとバラクのどちらが勝利するかを静観した。シャムスッディーンがバラクに物資を供給したことを知ったアバカは激怒し、ヘラートの略奪を命令したが、周囲の人間のなだめによって略奪を中止する。アバカはバラクに協力したシャムスッディーンの態度に疑いを抱き、またシャムスッディーンの政敵から讒言を受けたため、彼をタブリーズの宮廷に召喚した。1278年にアバカの命令によってシャムスッディーンは毒殺され、シャムスッディーンの子ルクヌッディーン（シャムスッディーン2世）が新たなクルト朝の君主に据えられる。
1283年にシャムスッディーン2世はハイサル城砦に移り、子のギヤースッディーンにヘラートの統治を委任した。また、シャムスッディーン2世は長子のファフルッディーンの行状が悪い点を考慮し、彼を城砦内の牢獄に監禁した。シャムスッディーン2世はイルハン国内の政敵の讒言から身を守るためにハイサル城砦に閉じこもり、やがてギヤースッディーンもハイサル城砦に逃げ込んだ。統治者を失って不安に襲われたヘラートの住民は他の地に移住し、さらにニクーダリーヤーン部族が人口の減少したヘラートで略奪と住民の拉致を行ったため、ヘラートは無人に近い状態になった。
1291年にイルハン国の王子ガザンは将軍アミール・ノウルーズをヘラートに派遣し、ノウルーズは荒廃したヘラートの復興を推進した。シャムスッディーン2世はノウルーズからヘラートへの帰還を求められたが、シャムスッディーン2世は政務への復帰を拒んだ。結局、ノウルーズは脱獄したファフルッディーンを新たなヘラートの君主として迎え入れ、退位したシャムスッディーン2世はハイサル城砦で隠遁生活を送った。ガザンの宮廷を訪問したファフルッディーンは破格の待遇を受け、金品、礼服、1,000人のモンゴル兵を下賜される。

### ガザン、オルジェイトゥ時代のクルト朝
1296年ごろにノウルーズがハンに即位したガザンに対して反乱を起こしたとき、ファフルッディーンは反乱に失敗したノウルーズを匿った。しかし、ガザンの軍がヘラートに接近すると、ファフルッディーンはノウルーズをガザンの元に引き渡した。ノウルーズの処刑後、ファフルッディーンは改めてガザンから国の領有を認められ、イルハン国のオルド（宮廷）への出仕を免除される。やがてファフルッディーンはイルハン国からの独立を図り、ヘラートの防備を固め、貢納と物資の徴発を拒否した。
ファフルッディーンはイルハン国から敵対視されたために領内に逃げ込んできたニクーダリーヤーン（カラウナス）に保護を与え、近接する地域に彼らを派遣し、破壊を行わせた。ニクーダリーヤーンの被害を受けた地域の人間はガザンに保護を求め、彼らの訴えを聴きいれたガザンは弟のハルバンダ（オルジェイトゥ・ハン）にファフルッディーンの討伐を命じた。1299年にヘラートはハルバンダの攻撃を受け、両軍に数千人の死者を出した戦闘の末、ファフルッディーンが金を支払うことを条件に和約が成立した。
1304年にオルジェイトゥがイルハン国のハンに即位した後、ファフルッディーンはオルジェイトゥからの報復を恐れ、祝賀のためにイルハン国の宮廷を訪問しようとしなかった。1306年にオルジェイトゥは将軍ダーニシュマンドが率いる討伐隊をヘラートに派遣し、ヘラートは一時的にダーニシュマンドに占領され、ファフルッディーンはヘラート近郊のアマーン・クー城砦に避難した。ファフルッディーンがヘラートに残したクルト朝の将軍ムハンマド・サームが城内でダーニシュマンドを殺害し、ヘラートは解放される。ダーニシュマンドの殺害後、ヘラートは彼の子ブジャイ、タガイらの包囲を受け、包囲中にアマーン・クーのファフルッディーンが没する。包囲を受けたヘラートは食料が欠乏して飢餓に陥り、ムハンマド・サームはブジャイに降伏を申し出た。開城後にムハンマド・サームは処刑され、オルジェイトゥは人質として預かっていたファフルッディーンの弟ギヤースッディーンを新たなヘラートの領主に任命した。
ブジャイをはじめとする一部のイルハン国の廷臣はギヤースッディーンを敵対視し、オルジェイトゥに讒言を行った。1311年にギヤースッディーンはオルジェイトゥの元に召喚され、3年にわたって拘留された末、所領の領有権を認められ、多量の財宝を下賜された。1315年にギヤースッディーンはヘラートに帰国する。
ギヤースッディーンの時代にヘラートはチャガタイ家の王子ヤサウルから攻撃を受け、またイスフィザールの領主クトゥブ・ウッディーンやスィースターンの住民と対立する。1318年にヤサウルがイルハン国に侵入した際、クルト朝の領土はヤサウルの略奪を受け、翌1319年にヘラートはヤサウルの包囲を受けた。ギヤースッディーンはイルハン国の将軍フセインの援軍と共にヤサウルの包囲を解き、戦後アブー・サイード・ハンから新たな領地と領民を与えられた。1320年8月にギヤースッディーンはメッカ巡礼に向かい、子のシャムスッディーン3世にヘラートの統治を委任した。1327年にイルハン国の有力者チョバンがギヤースッディーンに助けを求め、ヘラートに亡命する。ギヤースッディーンはチョバンと旧交があったが、アブー・サイードの命令に従ってチョバンを殺害した。
ギヤースッディーンの死後、彼の子たちが跡を継ぐが、シャムスッディーン3世とハーフィズはどちらも短期間で没する。友人であるチョバンを殺害したギヤースッディーンの背信行為のため、子供たちの治世が長く続かなかったのはチョバンの呪いと噂された。ハーフィズが暗殺された後に、ハーフィズの弟であるムイズッディーン・フセインが即位し、ムイズッディーン・フセインは兄を暗殺した貴族たちを討伐する。

### 王朝の独立
1335年にアブー・サイードが没した後にイルハン国は急速に崩壊し、ムイズッディーン・フセインはハン位の請求者の一人であるジョチ・カサル家のトガ・テムルと同盟し、彼に貢納した。そして、ホラーサーン地方の小勢力の領主たちの多くはクルト朝の保護下に入った。
イルハン国の崩壊後、ムイズッディーン・フセインはサブゼヴァールを中心とする隣国のサルバダール政権と争った。トガ・テムルと対立していたサルバダール政権は彼の同盟者であるクルト朝も敵とみなし、クルト朝の領土はサルバダール政権の侵入に晒される。1342年7月18日のザーヴァの戦いでクルト軍とサルバダール軍が衝突した時、当初はサルバダール軍が優勢だったが、サルバダール軍内部の不和のためにクルト軍が勝利を収める。戦勝を収めたムイズッディーン・フセインはフトバの文に自分の名を刻み、独自の貨幣を鋳造し、王号を称して独立を宣言した。
ムイズッディーン・フセインは西チャガタイ・ハン国の影響下にあったマー・ワラー・アンナフルに侵入し、西チャガタイ・ハン国の有力者カザガンはクルト朝への報復を計画した。1351年にカザガンはバヤン・クリ・ハンを奉じてヘラートに遠征を行い、クルト朝の西チャガタイ・ハン国への臣従と貢納を条件に講和が成立した。
1362年にサルバダール政権はクルト朝の攻撃を企てるが、サルバダール内部の不和のために遠征は行われなかった。政敵を殺害したアリー・ムアイヤドがサルバダール政権の指導者となった後、クルト朝はアリー・ムアイヤドの元から亡命したシーア派のダルヴィーシュたちを受け入れた。クルト朝はマー・ワラー・アンナフルに新たに成立したティムール朝の領土に侵入するが、そのためにティムールとの緊張が高まった。1370年にムイズッディーン・フセインは没し、彼の子であるギヤースッディーン・ピール・アリーが領土の大部分を継承し、サラフスとホラーサーン南部のクーヒスタンの一部はギヤースッディーンの義兄弟であるマリク・ムハンマド・イブン・ムイズッディーンが継承した。

### 滅亡
ギヤースッディーン・ピール・アリーはティムールへの臣従を表明したが、1380年にティムールからクリルタイへの参加を求められた時、クリルタイに出席しなかった。1381年にティムールはヘラート遠征を実施し、戦闘に参加しなかったヘラート市民に財産の保障を約束した。短い抗戦の後にギヤースッディーン・ピール・アリーはティムールに降伏し、ギヤースッディーン・ピール・アリーはサマルカンドに移された。
ティムールの支配下に置かれたヘラートの市民には重税が課され、有名な住民たちはティムールの故郷であるケシュ（シャフリサブス）に移住させられる。約束を反故にされた住民の反発を危ぶんだティムールはヘラートの城壁と塔を破壊し、1383年にティムールの予測通りヘラートの住民は蜂起した。また、ギヤースッディーン・ピール・アリーは子のピール・ムハンマドとともにサマルカンドに移送された。反乱はティムールの王子ミーラーン・シャーによって鎮圧され、同年にギヤースッディーン・ピール・アリーと彼の家族は反乱の計画に関与した疑いをかけられて処刑された。1389年にギヤースッディーン・ピール・アリーの子と孫はサマルカンドで処刑され、生き残ったクルト家の王族は1396年にミーラーン・シャーによって宴席の場で殺害された。

## ヘラートの復興事業
クルト家の本拠地であるハイサル城の西にあるヘラートは1221年にモンゴル帝国の攻撃を受けて徹底的に破壊されたが、第2代皇帝オゴデイの治世から都市の再建が進められていた。ヘラートはモンゴルの西方遠征におけるインド遠征の軍事・政治的拠点として重要な役割を持ち、父の時代からモンゴル帝国に協力していたシャムスッディーンにヘラートとその周辺の地域の統治が委ねられた。
シャムスッディーンはヘラートの復興を望み、初めてヘラートに入城した時に市民の前で復興の推進を演説した。しかし、反抗の疑いを避けるために復興事業はヘラート郊外で行われており、市民たちは市内での建築事業は時期尚早であると押しとどめた。1264年/65年にアバカの命令を受け、ヘラート市の南に織物工場と市場が建てられた。1267年/68年にシャムスッディーンはキプチャク・ハン国との戦争から帰国した後、ヘラート市内にモスク、橋梁、駅舎、貯水池を建設する。
シャムスッディーンの跡を継いだファフルッディーンは、文芸と宗教を手厚く保護した。

## 歴代君主
| 称号                        | 名前                                                                               | 在位期間        | 備考                                                                                      |
| --------------------------- | ---------------------------------------------------------------------------------- | --------------- | ----------------------------------------------------------------------------------------- |
|                             | マリク・ルクンッディーン・アブー・バクル                                           | -               |                                                                                           |
|                             | シャムスッディーン・ムハンマド・イブン・アブー・バクル                             | 1253年 - 1277年 |                                                                                           |
| マリク ملک                  | ルクヌッディーン・イブン・シャムスッディーン・ムハンマド （シャムスッディーン2世） | 1277年 – 1295年 |                                                                                           |
| マリク ملک                  | ファフルッディーン・イブン・ルクヌッディーン                                       | 1295年 – 1308年 |                                                                                           |
| マリク ملک                  | ギヤースッディーン・イブン・ルクヌッディーン                                       | 1308年 – 1329年 |                                                                                           |
| マリク ملک                  | シャムスッディーン3世・ムハンマド・イブン・ギヤースッディーン                      | 1329年 - 1330年 |                                                                                           |
| マリク ملک                  | ハーフィズ・イブン・ギヤースッディーン                                             | 1330年 – 1332年 | 学者であり、シャムスッディーン3世に次ぐ王位の継承者だったが、 即位から2年後に暗殺された。 |
| マリク ملک スルターン سلطان | ムイズッディーン・フセイン・イブン・ギヤースッディーン                             | 1332年 – 1370年 |                                                                                           |
| マリク ملک スルターン سلطان | ギヤースッディーン・ピール・アリー                                                 | 1370年 – 1381年 |                                                                                           |
| ティムールによる征服        |                                                                                    |                 |                                                                                           |

| 色 | 解説                             |
| -- | -------------------------------- |
|    | ゴール朝の臣従下                 |
|    | モンゴル帝国、イルハン国の臣従下 |
|    | 独立                             |

## 読書案内
- 北川誠一「クルト朝とニクーダリーヤーン」『内陸アジア・西アジアの社会と文化』収録（護雅夫編, 山川出版社, 1983年6月）